# Velemir Hlebnyikov
Velemir Hlebnyikov (Viktor Vlagyimirovics Hlebnyikov; Велимир Хлебников) (1885. november 9. – 1922. június 28.) orosz, szovjet költő, író.
Az orosz avantgárd (futurizmus) egyik kiemelkedő alakja.
Apja ornitológus professzor volt, az asztrahányi természetvédelmi körzet igazgatója.
1906-1922 között nagy formátumú, híressé vált poémákat írt, amelyek képesek voltak megjeleníteni mind a történelmi időt, mind a kor mítoszvilágát. Hlebnyikov avantgárd frissességgel újította meg az orosz költői nyelvet. Egyik szerzője a történelmivé vált Pofonütjük a közízlést (1912) című futurista kiáltványnak. (Majakovszkij és Burljuk mellett).

## Magyarul
- Zangezi; tan. Jurij Tinyanov, ford., jegyz. Szilágyi Ákos; Helikon, Bp., 1986 (Helikon stúdió) ISBN 963-207-925-6
- Tükrök kacagása. Válogatott poémák, versek; vál., utószó Turcsány Péter, ill. Vera Hlebnyikova; Kráter Műhely Egyesület, Bp., 1998 (Bronzlovas)
- Usza-gali, a vadász (novella); ford. Thuróczy Gergely; in: POLÍSZ, 2000/augusztus-szeptember

|  |  |